# Albrekt II, hertig av Österrike
Albrekt II av Österrike, född 12 december 1298 på slottet Habsburg i Schwaben, död 16 augusti 1358 i Wien i Österrike, var hertig av Österrike, Steiermark och Kärnten. Som son till Albrekt I och Elisabeth övertog han regeringen år 1330 efter sin bror Fredrik III och från 1339 ledde han denna gemensamt med sin yngre bror Otto.

## Äktenskap och barn
Albrekt gifte sig med Johanna i Wien den 15 februari 1324 och tillsammans fick sex barn.
1. Rudolf IV (1339–1365)
2. Katarina (1342–1381)
3. Margareta (1346–1366)
4. Fredrik III (1347–1362)
5. Albrekt III (1348–1395)
6. Leopold III (1351–1388)